# Dr. Otto and the Riddle of the Gloom Beam
Dr. Otto and the Riddle of the Gloom Beam (Brasil: Dr. Otto e o Enigma do Raio Tenebroso ) é um filme de comédia e ficção científica produzido nos Estados Unidos, dirigido por John R. Cherry III e lançado em 1986.